# Pottia ligularifolia
Pottia ligularifolia är en bladmossart som beskrevs av C. Müller 1895. Pottia ligularifolia ingår i släktet Pottia och familjen Pottiaceae. Inga underarter finns listade i Catalogue of Life.